# 拉氏櫛鱗鰨
拉氏櫛鱗鰨為輻鰭魚綱鰈形目鰨亞目鰨科的其中一種，為亞熱帶海水魚，分布於西南太平洋豪勳爵島海域，棲息深度2-25公尺，體長可達6.3公分，棲息在底層水域，生活習性不明。